# بلخ
بَلْخ (بالبشتوية بَلخ؛ بالرومية Bactra وBalchia‏ وBalagh‏) هي مدينة صغيرة في ولاية بلخ، أفغانستان. تبعد عن عاصمة الولاية مزار شريف بحوالي 20 كيلومتراً، وتقع شمال غربها. ومن الجنوب تبعد عن نهر آمودريا (جيحون) بحوالي 74 كيلومتراً، ومنه يتدفق عبر المدينة أحد الروافد. ويقع فيها تل حمران الذي يعتقد الأفغانيون بأن علي بن أبي طالب قد دفن سرا فيه.
بخلاف وجهة النظر السائدة بأن قبر علي بن أبي طالب يقع في النجف بالعراق والدراسات التاريخية تقول أن صاحب المرقد هو علي بن أبي طالب البلخي «نقيب العلويين في بلخ في عصره»، يؤمن الكثير من الأفغان بأن موقع القبر هو ذلك المسجد التاريخي.
يتحدث غالبية سكان مزار شريف اللغة الدرية ولغة الباشتو. تجذب المنطقة العديد من السياح لاحتوائها على آثار تاريخية إسلامية ويونانية قديمة.
وفي أواخر عهد الخلافة الأموية، جعل الوالي الأموي على خراسان أسد بن عبد الله القسري من مدينة بلخ عاصمة لإقليم خراسان بدلا من مرو، ونقل دار الإمارة اليها وعمّرها فازدهرت بشكل جيد.
وبسبب انتشار الملاريا في سبعينيات القرن التاسع عشر، تحوّلت عاصمة ولاية بلخ من مدينة بلخ إلى مزار. ذكرت موسوعة بريتانيكا في عام 1911 بأن المدينة سكنها حوالي 500 من الأفغان، كما وجد في المدينة سوق تجاري في وسط أكرات من الحطام.
وقد هدمت المدينة 22 مرة خلال الحروب التي شهدتها المنطقة آخرها على يد جنكيز خان في القرن الثالث عشر الميلادي، لكن آثارها القديمة ما تزال موجودة على أطراف المدينة الجديدة التي بُنيت بجوارها
أُطلق على المدينة عدة أسماء:
- قبة الإسلام: لأنها حين دخلها الجيش الذي أرسله الخليفة الثالث الراشد عثمان بن عفان بقيادة الأحنف بن قيس لم يحاربه أهلها، وقبلوا الدخول في الإسلام سلما.
- جنة الأرض: يقال أن الاسم أُطلق عليها لجودة تربتها وثرائها، وكانت تنتج مختلف أنواع الأشجار والفواكه والخضر.
- خير التراب: يعتبر ترابها من أجود الأنواع لخلق الطين، ولا يزال هدم جدارها الذي بني بالطين مائلا رغم مرور 14 قرنا.
- أم البلاد: اتخذت هذا الاسم لأنها أقدم بلد في المنطقة.

هناك عدة روايات عن سبب تسميتها بهذا الاسم منها أن الاسم يعني دن الخمر، ورواية أخرى تقول إن بلخ تعني شجرة البلوط، وذكر حبيب الرحمن الغفاري أنها سميت على بانيها الأول وهو عالم يدعى بلخ بن بلاخ بن سامان بن سام.
توالت على بلخ ديانتان قبل الإسلام هما الزرادشتية والبوذية، وأقام معتنقو الزرادشتية معبداً ارتفاعه ثلاثمائة متر، وكان الحجاج يرونه من مدينة ترمذ في أوزبكستان.
وتذكر كتب التاريخ في جامعة بلخ أن كتاب الزرداشت (أوستا) كتب بماء الذهب على جلود عشرة آلاف بقرة، وعندما دخل العرب بلخ أحرقوا صفحات كثيرة منه وتبقّى ثلاثة آلاف قطعة جلد.[بحاجة لمصدر] وحاليا يوجد الكتاب في خمسة مجلدات. وبعد انحسار الزرداشتية بالمنطقة ازدهرت الديانة البوذية، وأقام بوذا ابن ملك الهند معبداً بالمدينة أطلق عليه اسم نوبهار بلخ.
ويدّعي بعض الأفغان أن الخليفة الرابع علي بن أبي طالب مدفون هناك، حيث نُقل جثمانه من النجف بعد مرور نحو قرن على وفاته هناك، والدراسات التاريخية تؤكد أن صاحب المرقد هو علي بن أبي طالب البلخي «نقيب العلويين في بلخ في عصره».